# Семеновка (Звениговський район)
Семе́новка (рос. Семёновка, марій. Семёново) — присілок у складі Звениговського району Марій Ел, Росія. Входить до складу Кокшайського сільського поселення.

## Населення
Населення — 230 осіб (2010; 183 у 2002).
Національний склад (станом на 2002 рік):
- чуваші — 75 %